# Stephan Jantzen (Schiff)
Die Stephan Jantzen ist ein außer Dienst gestellter Eisbrecher. Das Schiff wurde 1967 als letztes Schiff der Nikitich-Klasse, einer Serie von 21 Einheiten, auf der Leningrader Admiralswerft gebaut und nach dem ehemaligen Warnemünder Lotsenkommandeur Stephan Jantzen (1827–1913) benannt.

## Geschichte
Die Kiellegung erfolgte 1965, die Indienststellung Anfang 1968. Die Stephan Jantzen fuhr von 1967 bis 1990, bereedert durch die Bagger-, Bugsier- und Bergungsreederei (BBB), für das Seefahrtsamt der DDR und von 1990 bis 2005 für das damalige Wasser- und Schifffahrtsamt Stralsund. Heimathafen war bis 1990 Rostock, dann Stralsund. Das Schiff war Deutschlands zweitgrößter Eisbrecher.
Am 2. April 2005 wurde der Eisbrecher außer Dienst gestellt und durch das Mehrzweckschiff Arkona ersetzt. Der Eisbrecher wurde in einer Internet-Auktion der Verwertungsgesellschaft des Bundes (VEBEG) für 430.000 Euro von der griechischen Reederei Beta Mar Limited ersteigert. Die Reederei sprang aber ab und ließ die 40.000 Euro Anzahlung verfallen. Im Laufe des Jahres 2005 erfolgte eine Umbenennung auf den Namen Stephan.
Im Februar 2006 wurde das Schiff in Ice King umbenannt, nach Panama umgeflaggt, dort auf die Newstart Shipping SA als Eigner eingetragen und die Bereederung an das Unternehmen Dimitrios Zafiropoulos in Piräus übertragen. Im Mai 2006 bekam der Eisbrecher einen US-amerikanischen Eigentümer, den New Yorker Immobilienhändler und Modelagenturbesitzer Paolo Zampolli, der das Schiff für 450.000 Euro erwarb und zum „Luxus-Eisbrecher“ für Privatfahrten in der Arktis und Antarktis umbauen lassen wollte. Das Planungsbüro McFarlane veröffentlichte dazu Entwürfe im Internet. Der neue Eigentümer ließ das Schiff zwar im Hafen Kingstown auf St. Vincent anmelden, jedoch nicht von seinem Liegeplatz am Kai des Nautineum auf dem zu Stralsund gehörenden Dänholm abholen; er gab an, keine Werft gefunden zu haben, die den Eisbrecher wie gewünscht umbauen könnte.
Im Jahr 2008 erfolgte eine erneute Umbenennung auf den alten Namen Stephan Jantzen und im Februar 2009 bot die in Fort Lauderdale ansässige Maklerfirma Fraser Yachts Worldwide das Schiff im Internet für 3,5 Millionen US-Dollar bzw. 2,8 Millionen Euro an.
Ab dem 9. August 2009 lag die Stephan Jantzen im Rostocker Stadthafen am Liegeplatz 83 in der Nähe des Parkplatzes „Fischerbastion“; sie wurde von der IG Eisbrecher „Stephan Jantzen“ betrieben und konnte besichtigt werden. Am 17. Juli 2012 musste der Verein kurzfristig seine Arbeit einstellen, da das Schiff seinen Liegeplatz in Rostock verlassen sollte, was aber nicht erfolgte. Ende 2012 wurde der Eisbrecher in König Ludwig II von Bayern umbenannt und als Yacht beim Amtsgericht Regensburg registriert. Vom 5. Juli 2013 bis 16. September 2014 lag der Eisbrecher im Rostocker Überseehafen, seitdem liegt die Stephan Jantzen wieder im Rostocker Stadthafen.
Wer Eigentümer des Schiffs ist und ob die Umbenennung in König Ludwig II von Bayern demzufolge zulässig war, war lange unklar und sollte gerichtlich geklärt werden. Am 24. Februar 2016 wurde das Schiff aufgrund ausstehender Liegeplatz- und Sicherungskosten vom Gerichtsvollzieher beschlagnahmt.
Im Jahre 2018 ersteigerte die Hansestadt Rostock das Schiff letztlich für 25000 Euro. Sie will es als Museumsschiff im Rostocker Stadthafen erhalten.
Im Oktober 2018 ist das Schiff erstmals wieder in Betrieb genommen worden.

## Technische Daten
Der Eisbrecher ist 67,64 Meter lang, 18,28 Meter breit und hat einen Tiefgang von 5,64 Meter / 4,69 Meter. Das Schiff ist mit 2.391,32 BRZ / 2.254 BRT vermessen. Das Schiff hat einen dieselelektrischen Antrieb. Drei Typ-13-D-Zehnzylinder-Zweitakt-Gegenkolben-Dieselmotoren mit je 2.150 PS (1.582 kW) wirken auf je einen Elektromotor mit je 1.324 kW (1.800 ePS). Damit wird eine maximale Geschwindigkeit von 14,6 Knoten erreicht. Bei einer Reisegeschwindigkeit von 12 Knoten beträgt die mögliche Fahrstrecke, ohne nachzubunkern, 5.600 Seemeilen.
Die Besatzung besteht aus 17 Personen, zu DDR-Zeiten befanden sich bis zu 100 Mann an Bord.